# Grigoropolisskaja
Grigoropolisskaja (ros. Григорополисская) – stanica w Rosji, w Kraju Stawropolskim, w rejonie nowoaleksandrowskim. W 2010 liczyła 8988 mieszkańców.

## Urodzeni
- Konstantin Morszczinin – radziecki działacz partyjny i państwowy.